# OR52L1
OR52L1 (англ. Olfactory receptor family 52 subfamily L member 1) – білок, який кодується однойменним геном, розташованим у людей на короткому плечі 11-ї хромосоми. Довжина поліпептидного ланцюга білка становить 329 амінокислот, а молекулярна маса — 36 221.
| 10         |  | 20         |  | 30         |  | 40         |  | 50         |
| ---------- |  | ---------- |  | ---------- |  | ---------- |  | ---------- |
| MTLVSFFSFL |  | SKPLIMLLSN |  | SSWRLSQPSF |  | LLVGIPGLEE |  | SQHWIALPLG |
| ILYLLALVGN |  | VTILFIIWMD |  | PSLHQSMYLF |  | LSMLAAIDLV |  | LASSTAPKAL |
| AVLLVHAHEI |  | GYIVCLIQMF |  | FIHAFSSMES |  | GVLVAMALDC |  | YVAICHPLHH |
| STILHPGVIG |  | CIGMVVLVRG |  | LLLLIPFPIL |  | LGKLIFCQAT |  | IIGHAYCEHM |
| AVVKLACSET |  | TVNRAYGLTM |  | ALLVIGLDVL |  | AIGVSYAHIL |  | QAVLKVPGSE |
| ARLKAFSTCG |  | SHICVILVFY |  | VPGIFSFLTH |  | RFGHHVPHHV |  | HVLLATWYLL |
| MPPALNPLVY |  | GVKTQQIRQR |  | VLRVFTQKD  |  |            |  |            |

A: Аланін

C: Цистеїн

D: Аспарагінова кислота

E: Глутамінова кислота

F: Фенілаланін

G: Гліцин

H: Гістидин

I: Ізолейцин

K: Лізин

L: Лейцин

M: Метіонін

N: Аспарагін

P: Пролін

Q: Глутамін

R: Аргінін

S: Серин

T: Треонін

V: Валін

W: Триптофан

Кодований геном білок за функціями належить до рецепторів, g-білокспряжених рецепторів, білків внутрішньоклітинного сигналінгу. 
Локалізований у клітинній мембрані.